# Orpheus Instituut
Het Orpheus Instituut is een onderzoeks- en opleidingscentrum in de muziek. De naam verwijst naar Orpheus, de zanger uit de Griekse mythologie, die zichzelf begeleidde op de lier. Het instituut is gevestigd in de Belgische stad Gent.

## Geschiedenis
Het Orpheus Instituut werd opgericht in 1996 als 'Hoger Instituut voor Muziek'.
Bij de oprichting werd gestart met een laureaatopleiding. In 2004 kwam daar een doctoraatsopleiding (docARTES) voor uitvoerende musici en componisten bij, in samenwerking met universiteiten en hogere muziekinstellingen in Vlaanderen en Nederland. Het Orpheus Instituut verschaft muziekonderricht op een hoog niveau en heeft een internationale uitstraling, mede vanwege de gerenommeerde medewerkers en herkomst van de studenten.
In 2007 opende het Orpheus Instituut zijn eigen onderzoekscentrum in muziek: het Orpheus Research Centre.